# Orthobula crucifera
Orthobula crucifera är en spindelart som beskrevs av Friedrich Wilhelm Bösenberg och Embrik Strand 1906. Orthobula crucifera ingår i släktet Orthobula och familjen flinkspindlar. Inga underarter finns listade i Catalogue of Life.